# Монастырь Дренча
Монастырь Дренча (серб. Манастир Дренча), или Душманица (серб. Манастир Душманица) в честь Введения во храм Пресвятой Богородицы — женский монастырь Крушевацкой епархии Сербской православной церкви в селе Дренча общины Александровац Расинского округа Сербии.
Монастырь впервые упомянут в документе, датированном 2 марта 1382 года. Согласно ему, обитель была основана монахом Дорофеем и его сыном иеромонахом Даниилом не ранее 1379 года. Во время турецкого владычества монастырь был разрушен.
С 2003 по 2006 год, после длительных исследований, была проведена реконструкция церкви. На Пасху 2009 году в монастыре была возрождена монашеская жизнь. Настоятельницей обители стала игуменья Фотина.
Монастырская церковь построена в моравском стиле. Фундамент имеет форму трилистника.  При строительстве использовалось сочетание кирпича, песчаника, сланца, известняка и туфа. Внутри церковь была расписана фресками, но они не сохранились.
Монастырь входит в список памятников культуры Сербии большого значения.